# Jason Richardson (athlétisme)
Pour les articles homonymes, voir Jason Richardson et Richardson.
Jason Richardson (né le 4 avril 1986 à Houston) est un athlète américain, spécialiste du 110 m haies.

## Carrière

### Débuts
En 2003, lors des championnats du monde cadets de Sherbrooke, il remporte les titres du 110 m haies (13 s 29) et du 400 m haies (49 s 91).
En 2008, il devient champion NCAA sur 110 m haies. Il porte son record personnel à 13 s 21 (- 0,4 m/s) le 31 mai 2008 à Tallahassee, puis réalise 13 s 29 à Gainesville.

### Titre mondial
En 2011, il se classe troisième des championnats des États-Unis de Eugene où il améliore à deux reprises son record personnel en 13 s 15, obtenant sa qualification pour les mondiaux de Daegu au même titre que ses compatriotes David Oliver et Aries Merritt. Fin juillet à Stockholm, il remporte le meeting du DN Galan en 13 s 17 malgré un vent défavorable de 2,3 m/s, devançant notamment David Oliver et Dwight Thomas. Il poursuit sa saison en se classant deuxième du meeting de Londres, douzième étape de la Ligue de diamant, s'interposant entre Dayron Robles et David Oliver dans le temps de 13 s 08, sept centièmes de seconde de mieux que son record personnel.
Fin août 2011, lors des Championnats du monde de Daegu, Jason Richardson termine deuxième de la finale du 110 mètres haies en 13 s 16 (-1,1 m/s), mais est finalement désigné champion du monde à la suite de la disqualification du Cubain Dayron Robles, coupable d'avoir gêné Liu Xiang dans les derniers mètres,. Premier hurdler américain titré au niveau mondial depuis Allen Johnson en 2003, Richardson devance sur le podium Liu Xiang, deuxième en 13 s 27, et le Britannique Andy Turner, troisième en 13 s 44. 
Dominé par Dayron Robles lors de la finale de la Ligue de diamant (13 s 10 contre 13 s 01), il se classe troisième du classement général de l'épreuve. En fin de saison, à l'occasion du Mémorial Hanžeković de Zagreb, l'Américain se classe deuxième de la course, derrière Dayron Robles, et établit un nouveau record personnel en 13 s 04.

### 2012
Le 9 juin 2012, à l'occasion du meeting Adidas Grand Prix de New York, 6e étape de la ligue de diamant 2012, il finit 1er du 110 mètres haies en 13 s 18, vent +0,9 m/s. Fin juin, lors des sélections olympiques américaines, à Eugene, il se classe deuxième de la finale du 110 m haies mais se qualifie néanmoins pour les Jeux olympiques en descendant pour la première fois de sa carrière sous la barrière des 13 secondes. Crédité de 12 s 98 (+1,2 m/s), il est devancé par Aries Merritt (12 s 93). Jason Richardson s'adjuge la médaille d'argent des Jeux de Londres en s'inclinant dans le temps de 13 s 04 face à Aries Merritt.

## Palmarès

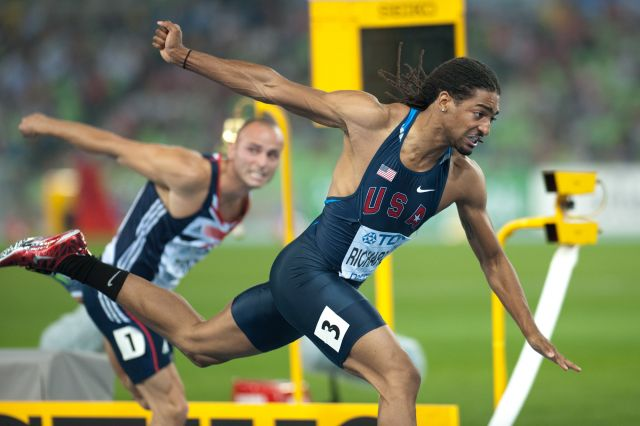
Jason Richardson à l'arrivée de la finale du 110 m haies lors des Championnats du monde 2011

| Date | Compétition           | Lieu             | Résultat | Épreuve     | Temps   |
| ---- | --------------------- | ---------------- | -------- | ----------- | ------- |
| 2011 | Championnats du monde | Daegu            | 1er      | 110 m haies | 13 s 16 |
| 2011 | Ligue de diamant      | Ligue de diamant | 3e       | 110 m haies | détails |
| 2012 | Jeux olympiques       | Londres          | 2e       | 110 m haies | 13 s 04 |
| 2013 | Championnats du monde | Moscou           | 4e       | 110 m haies | 13 s 27 |
| 2013 | Ligue de diamant      | Ligue de diamant | 2e       | 110 m haies | détails |
| 2015 | Ligue de diamant      | Ligue de diamant | 4e       | 110 m haies | détails |

## Records
| Épreuve     | Temps   | Vent                       | Lieu              | Date                      |
| ----------- | ------- | -------------------------- | ----------------- | ------------------------- |
| 60 m haies  | 7 s 51  | -                          | New York          | 14 février 2015           |
| 110 m haies | 12 s 98 | +1,2 m/s +1,5 m/s -0,9 m/s | Eugene Birmingham | 30 juin 2012 26 août 2012 |